# Light It Up (album Rev Theory)
| Recensione    | Giudizio |
| ------------- | -------- |
| AllMusic      |          |
| Sputnik Music | 3.1/5    |

Light It Up è il secondo album in studio della band post-grunge/hard rock Rev Theory, pubblicato nel 2008 dalla Interscope Records. Dall'album sono stati estratti due singoli: Hell Yeah e Light It Up.

## Tracce
1. Hell Yeah – 4:07
2. Favorite Disease – 3:41
3. Light It Up – 4:13
4. Broken Bones – 4:26
5. Kill the Headlights – 3:15
6. Wanted Man – 3:41
7. Ten years – 3:43
8. Falling Down – 4:05
9. You're the One – 4:20
10. Far From over – 3:59

Wal-Mart Edition Bonus Track
1. Light It Up (Acoustic) – 4:13

## Formazione
- Rich Luzzi - voce
- Julien Jorgenses - chitarra solista
- Rikki Lixx - chitarra ritmica
- Matt McCloskey - basso, cori
- Dave Agoglia - batteria